# Väring (Schiff, 1898)
Die Väring war ein Dampfschiff, das am 15. Dezember 1948 auf der Ostsee zwischen Fehmarn und Lolland auf der Position 54° 28′ 1″ N, 11° 33′ 3″ O.
nach einer Kollision sank. Das Wrack ist heute ein beliebter Tauchspot.

## Geschichte
Die Väring lief am 4. Juli 1898 bei der Werft Sir Raylton Dixon and Company in Middlesbrough vom Stapel und wurde auf den Namen Elna getauft. Sie fuhr bis 1923 für die Reederei Heimdal D/S A/S in Kopenhagen. Am 13. Februar 1923 wurde sie an die Förnyade Rederi AB Commercial in Höganäs verkauft und in Väring umgetauft.
Die Väring hatte ein Schwesterschiff mit dem Namen Therese.

## Kollision
Die Väring befand sich beladen mit Kohle auf dem Weg von Danzig nach Lorient, als sie bei schlechter Sicht von dem sowjetischen Handelsschiff Stepan Khalturin (IMO 5340601) gerammt wurde. Die Besatzung der Väring konnte vollständig von der Stepan Khalturin gerettet werden. Die Väring sank allerdings unmittelbar nach der Kollision und ist jetzt ein Ziel von Sporttauchern.